# Janusz Czub
Janusz Czub (ur. 26 czerwca 1938, zm. 7 kwietnia 2002) – polski łucznik i trener łucznictwa.

## Życiorys
Jako zawodnik LZS Dorzecze zdobył brązowy medal Mistrzostw Polski w łucznictwie. W latach 1960–1961 był członkiem kadry narodowej. W latach 80. i 90. był członkiem zarządu klubu sportowego Dąbrovia. W 1991 zdobył tytuł trenera I klasy w łucznictwie (AWF w Warszawie). Jako trener doprowadził zespół kobiecy LZS „Dąbrovia” do pierwszej ligi.
Wraz z Gerardem Borsą zapoczątkował rozwój dąbrowskiego łucznictwa.
Jego podopieczni wielokrotnie zdobywali medale Mistrzostw Polski, bili rekordy Polski oraz osiągali sukcesy na arenie międzynarodowej. Największe sukcesy osiągnęła pierwsza dąbrowska olimpijka - Agata Bulwa (reprezentantka Polski na Igrzyskach Olimpijskich w Sydney oraz zdobywczyni medali Mistrzostw Świata). 
Oprócz łucznictwa, uprawiał też boks, strzelectwo i podnoszenie ciężarów.
Zmarł 7 kwietnia 2002 roku.